# Mahárádža
Mahárádža (ze sanskrtských termínů mahá- velký a rádža – král) je titul užívaný v Indii od 19. století pro hinduistické panovníky, pod jejichž svrchovanost patří více než jeden rádža, vládce nad jedním teritoriem. V Evropě by tomuto titulu odpovídal velkovévoda či velekrál.
Ženským protějškem mahárádži je mahárání.